# 高風險家庭
高風險家庭指的是家庭中出現家庭成員關係紊亂或家庭衝突：如家中成人時常劇烈爭吵、無婚姻關係帶年幼子女與人同居、或有離家出走之念頭者等，以致影響兒童或青少年（兒少）日常生活食、衣、住、行、育、醫等照顧者功能者；家中兒童少年父母或主要照顧者罹患精神疾病、酒癮、藥癮並未就醫或未持續就醫，以致影響兒少日常生活食衣住行育醫等照顧者功能者；家中兒童少年父母或主要照顧者有自殺風險個案，尚未強迫、引誘、容留或媒介兒童及少年為自殺行為，惟影響兒少日常生活食衣住行育醫等照顧者功能者；因貧困、單親、隔代教養或其他不利因素，以致影響兒少日常生活食衣住行育醫等照顧者功能者；非自願性失業或重複失業者：負擔家計者遭裁員、資遣、強迫退休等，以致影響兒少日常生活食衣住行育醫等照顧者功能者；負擔家計者死亡、出走、重病、入獄服刑等，以致影響兒少日常生活食衣住行育醫等照顧者功能者。
及早篩選發現遭遇困難或有需求之高風險家庭，轉介社政單位主動提供預防性服務方案，可能預防兒童青少年虐待、家庭暴力及性侵害事件發生。

## 歷史

### 高風險家庭關懷輔導處遇實施計畫
「高風險家庭關懷輔導處遇實施計畫」是中華民國在2004年11月29日起推動的計劃，起因是因為2004年起，兒童虐待、家庭暴力及性侵害事件的顯著增加，而問題的複雜性和嚴重性亦有日漸惡化，其原因多半是伴隨著父母失業、疏忽、吸毒、酗酒、離婚等危機事件，而此等案件幾乎均非 113 家庭暴力防治專線通報案件。因此需擴大篩檢體制，以及早發現或篩檢具有高風險家庭之虞的個案。
高風險家庭關懷輔導處遇實施計畫的作法是，透過主動和提前介入，有效評量其潛在的問題與需求，並提供以兒童為中心，家庭為對象之支持性、補充性等預防性服務。

## 其他
部分國家/地區會在「高風險家庭」之上設置「極高風險」之等級，防堵只列為「高風險家庭」的疏漏。例如可能為家暴累犯、同時符合高風險家庭多項特徵等。

## 文獻來源
1. ↑  . 臺北市政府社會局. 2017-12-24  [2018-09-23]. （原始内容存档于2018-09-23） （中文）.
2. ↑   (PDF). webcache.googleusercontent.com. 2012-10-23  [2018-09-23] （中文）.
3. ↑  . ::: 歡迎蒞臨社家署全球資訊網 :::. 2014-11-19  [2018-09-23]. （原始内容存档于2018-09-23） （中文）.

## 外部連結
- Google Scholar：高風險家庭